# Spațiu bidimensional

Coordonate carteziene bidimensionale

Un spațiu bidimensional, spațiu cu două dimensiuni sau 2-spațiu este un spațiu geometric în care sunt necesare două valori (numite coordonate) pentru a determina poziția unui punct). Acesta este sensul informal al termenului dimensiune. Mulțimea ℝ2 de perechi de numere reale cu structură adecvată servește adesea ca exemplu canonic al unui spațiu euclidian bidimensional.
Spațiul bidimensional poate fi considerat drept o proiecție a universului fizic pe un plan. De obicei, este văzut ca un spațiu euclidian, iar cele două dimensiuni se numesc lungime și lățime.

## Istoric
Cărțile I până la IV și VI din Elementele lui Euclid, printre multe alte subiecte, se refereau la geometria bidimensională, dezvoltând noțiuni precum asemănarea formelor, teorema lui Pitagora (propoziția 47), egalitatea unghiurilor și ariilor, paralelismul, suma unghiurilor dintr-un triunghi și cele trei cazuri în care triunghiurile sunt „egale” (au aceeași arie).
Mai târziu, planul a fost descris într-un așa-numit sistem de coordonate cartezian, un sistem de coordonate care specifică fiecare punct dintr-un plan în mod unic, printr-o pereche de coordonate numerice, care sunt distanțele cu semn de la punct la două drepte perpendiculare fixe, măsurate cu aceeași unitate de lungime. Fiecare dreaptă de referință este numită axă de coordonate sau doar axă a sistemului, iar punctul în care se întâlnesc este originea, de obicei la perechea ordonată (0, 0). Coordonatele pot fi definite și ca pozițiile proiecțiilor perpendiculare ale punctului pe cele două axe, exprimate ca distanțe cu semn până la origine.
Ideea acestui sistem a fost dezvoltată în 1637 în scrierile lui Descartes și, independent de el, de Pierre de Fermat, deși Fermat a lucrat și în trei dimensiuni și nu a publicat descoperirea. Ambii autori au folosit o singură axă în tratările lor și au o lungime variabilă măsurată în raport cu această axă. Conceptul de utilizare a unei perechi de axe a fost introdus mai târziu, după ce La Géométrie de Descartes a fost tradusă în latină în 1649 de Frans van Schooten și studenții săi. Acești comentatori au introdus mai multe concepte care încercau să clarifice ideile conținute în lucrarea lui Descartes.
Ulterior, planul a fost gândit ca un câmp, unde orice două puncte ar putea fi multiplicate și, cu excepția lui 0, divizate. Acesta a fost cunoscut sub numele de planul complex. Planul complex este uneori numit plan Argand, deoarece este utilizat în diagramele Argand. Acestea sunt numite după Jean-Robert Argand (1768–1822), deși au fost descrise pentru prima dată de topograful și matematicianul danez-norvegian Caspar Wessel (1745–1818). Memoriul lui Wessel a fost prezentat Academiei Daneze în 1797; lucrarea lui Argand a fost publicată în 1806. Diagramele Argand sunt utilizate frecvent pentru a reprezenta pozițiile polilor și zerourilor unei funcții în planul complex.

## În geometrie

### Sisteme de coordonate
În matematică, geometria analitică (numită și geometrie carteziană) descrie fiecare punct din spațiul bidimensional prin intermediul a două coordonate. Sunt date două axe de coordonate care se intersectează în origine. De obicei sunt etichetate x și y. Poziția oricărui punct din spațiul bidimensional în raport cu aceste axe este dată de o pereche ordonată de numere reale, fiecare număr reprezentând distanța dintre proiecția ortogonală a acelui punct pe axa respectivă și origine, măsurată de-a lungul axei, distanță care este egală cu distanța acelui punct față de cealaltă axă.
Alt sistem de coordonate utilizat pe scară largă este sistemul de coordonate polare, care localizează un punct prin distanța sa față de origine și unghiul său față de o rază de referință (uzual unghiul față de o axă).

### Politopuri
În două dimensiuni, există infinit de multe politopuri: poligoanele. Primele câteva regulate sunt prezentate mai jos.

#### Convexe
Simbolul Schläfli {p} reprezintă un p-gon regulat.
| Nume     | Triunghi (2-simplex) | Pătrat (2-ortoplex) (2-cub) | Pentagon     | Hexagon     | Heptagon    | Octogon      |          |
| -------- | -------------------- | --------------------------- | ------------ | ----------- | ----------- | ------------ | -------- |
| Schläfli | {3}                  | {4}                         | {5}          | {6}         | {7}         | {8}          |          |
| Imagine  |                      |                             |              |             |             |              |          |
| Nume     | Eneagon              | Decagon                     | Endecagon    | Dodecagon   | Tridecagon  | Tetradecagon |          |
| Schläfli | {9}                  | {10}                        | {11}         | {12}        | {13}        | {14}         |          |
| Imagine  |                      |                             |              |             |             |              |          |
| Nume     | Pentadecagon         | Hexadecagon                 | Heptadecagon | Octodecagon | Eneadecagon | Icosagon     | ...n-gon |
| Schläfli | {15}                 | {16}                        | {17}         | {18}        | {19}        | {20}         | {n}      |
| Imagine  |                      |                             |              |             |             |              |          |

#### Degenerate (sferice)
Monogonul regulat {1} și digonul {2} regulat pot fi considerate poligoane regulate degenerate și există nedegenerate în spații neeuclidiene, cum ar fi 2-sfera, 2-torul, sau cilindrul circular drept.
| Nume     | Monogon | Digon |
| Schläfli | {1}     | {2}   |
| Imagine  |         |       |

#### Neconvexe
Există infinit de multe politopuri neconvexe în două dimensiuni, ale căror simboluri Schläfli constau din numere raționale {n/m}. Se numesc poligoane stelate și au aceleași dispunere a vârfurilor ca și poligoanele regulate convexe.
În general, pentru orice număr natural n, există poligoane stelate regulate cu n vârfuri, cu simbolurile Schläfli {n/m} pentru toate m, astfel încât m < n/2 (strict vorbind {n/ m} = {n/(n – m)}) și m și n să fie coprime).
| Nume     | Pentagramă | Heptagrame | Heptagrame | Octagramă | Eneagrame | Eneagrame | Decagramă | ...n-agramă |
| Schläfli | {5/2}      | {7/2}      | {7/3}      | {8/3}     | {9/2}     | {9/4}     | {10/3}    | {n/m}       |
| Imagine  |            |            |            |           |           |           |           |             |

### Cerc
Hipersfera în 2 dimensiuni este un cerc, uneori numit 1-sferă (S1) deoarece este o formă unidimensională. Într-un plan euclidian, are lungimea circumferinței {\displaystyle 2\pi r\,} iar aria  interiorului său este {\displaystyle A=\pi r^{2},} unde r este raza.

### Alte forme
În două dimensiuni există o infinitate de alte forme curbe, incluzând în special conicele: elipsa, parabola și hiperbola.

## În algebra liniară
Un alt mod matematic de vizualizare a spațiului bidimensional se găsește în algebra liniară, unde ideea independenței este esențelă. Planul are două dimensiuni, deoarece lungimea unui dreptunghi este independentă de lățimea sa. În limbajul tehnic al algebrei liniare, planul este bidimensional deoarece fiecare punct din plan poate fi descris printr-o combinație liniară de două valori (vector cu două componente).

### Produs scalar, unghi și lungime
Un vector poate fi reprezentat ca o săgeată. Modulul vectorului este lungimea sa, iar direcția sa este direcția indicată de săgeată. Un vector din ℝ2 poate fi reprezentat printr-un dublet ordonat de numere reale. Aceste numere sunt denumite „componentele” vectorului.
Produsul scalar al doi vectori {\displaystyle \mathbf {A} =A_{1},A_{2}\,} și {\displaystyle \mathbf {B} =B_{1},B_{2}\,} este definit drept:
{\displaystyle \mathbf {A} \cdot \mathbf {B} =A_{1}B_{1}+A_{2}B_{2}.}
Modulul vectorului {\displaystyle \mathbf {A} } este notat cu {\displaystyle \|\mathbf {A} \|}. Produsul scalar al vectorului {\displaystyle \mathbf {A} =A_{1},A_{2}\,} cu el însuși este:
{\displaystyle \mathbf {A} \cdot \mathbf {A} =\|\mathbf {A} \|^{2}=A_{1}^{2}+A_{2}^{2},}
adică
{\displaystyle \|\mathbf {A} \|={\sqrt {\mathbf {A} \cdot \mathbf {A} }}={\sqrt {A_{1}^{2}+A_{2}^{2}}}}
care este formula lungimii euclidiene a vectorului.
Fără a se referi la componentele vectorilor, produsul scalar al a doi vectori euclidieni diferiți de zero {\displaystyle \mathbf {A} } și {\displaystyle \mathbf {B} } este dat de:
{\displaystyle \mathbf {A} \cdot \mathbf {B} =\|\mathbf {A} \|\,\|\mathbf {B} \|\cos \theta ,}
unde θ este unghiul dintre A și B.

## În calcule

### Gradient
Într-un sistem de coordonate rectangular, gradientul este dat de:
{\displaystyle \nabla f={\frac {\partial f}{\partial x}}\mathbf {i} +{\frac {\partial f}{\partial y}}\mathbf {j} }

### Integrale și integrale duble
Pentru un câmp scalar f : U ⊆ R2 → R, integrala curbei continue C ⊂ U este definită drept
{\displaystyle \int \limits _{C}f\,ds=\int _{a}^{b}f(\mathbf {r} (t))|\mathbf {r} '(t)|\,dt.}
unde r: [a, b] → C este o parametrizare bijectivă a curbei C astfel încât r(a) și r(b) să fie capetele lui C iar {\displaystyle a<b}.
Pentru un câmp vectorial F : U ⊆ R2 → R2', integrala curbei continue C ⊂ U în direcția lui r este definită drept
{\displaystyle \int \limits _{C}\mathbf {F} (\mathbf {r} )\cdot \,d\mathbf {r} =\int _{a}^{b}\mathbf {F} (\mathbf {r} (t))\cdot \mathbf {r} '(t)\,dt.}
unde · este produsul scalar iar r: [a, b] → C este o parametrizare bijectivă a curbei C astfel încât r(a) și r(b) să fie capetele lui C.
O integrală dublă este o integrală pe o regiune D din R2 a funcției {\displaystyle f(x,y),} și se scrie de obicei:
{\displaystyle \iint \limits _{D}f(x,y)\,dx\,dy.}

### Teorema gradientului
Teorema gradientului afirmă că integrala unui gradient poate fi calculată din valorile câmpului scalar original la capetele curbei. Fie {\displaystyle \varphi :U\subseteq \mathbb {R} ^{n}\to \mathbb {R} }. Atunci:
{\displaystyle \varphi \left(\mathbf {q} \right)-\varphi \left(\mathbf {p} \right)=\int _{\gamma [\mathbf {p} ,\,\mathbf {q} ]}\nabla \varphi (\mathbf {r} )\cdot d\mathbf {r} .}

### Teorema lui Green
Fie C o curbă plană închisă, orientată pozitiv, netedă pe porțiuni și fie D regiunea delimitată de C. Dacă L și M sunt funcții de (x,y) definite pe o regiune deschisă care conține pe D și are derivate parțiale continui acolo, atunci
{\displaystyle \oint _{C}(L\,dx+M\,dy)=\iint _{D}\left({\frac {\partial M}{\partial x}}-{\frac {\partial L}{\partial y}}\right)\,dx\,dy}
unde sensul parcurgerii C este cel trigonometric.

## În topologie
În topologie, planul este caracterizat ca fiind unica suprafață contractilă.
Dimensiunea sa este caracterizează prin faptul că eliminarea unui punct din plan lasă un spațiu care este conex, dar nu simplu conex.

## În teoria grafurilor
În teoria grafurilor, un graf planar este un graf care poate fi încorporat în plan, adică poate fi desenat în plan în așa fel încât muchiile sale să se intersecteze doar la capetele lor (în noduri). Cu alte cuvinte, poate fi desenat în așa fel încât nicio muchie să nu se încrucișeze cu alta.